# یوری جورکائف
یوری رافی جورکائف (به فرانسوی: Youri Raffi Djorkaeff) زاده ۹ مارس ۱۹۶۸ در شهر لیون فرانسه بازیکن سابق فوتبال در تیم ملی این کشور بود. وی در پست مهاجم و هافبک هجومی بازی می‌کرد. ژورکائف با فرانسه قهرمان جام جهانی ۹۸ و یورو ۲۰۰۰ شده‌است.
پدرش که تباری روس داشت بازیکن سابق تیم ملی فوتبال فرانسه و مربی تیم ملی فوتبال ارمنستان بود. مادر یوری نیز ارمنی بود.